# Hlyňanyj
Hlyňanyj (ukrajinsky Глиняний, maďarsky Hlinyáni) je vesnice v bedevlanské vesnické komunitě, v tačivském okresu Zakarpatské oblasti Ukrajiny. V roce 2025 zde žilo 301 obyvatel.